# Melkartova cipa
Melkartova cipa je skupno ime za par feničanska marmornih cipov, ki sta bila odkrita na Malti v nedokumentiranih okoliščinah in datirana v 2. stoletje pred našim štetjem. To sta votivni daritvi bogu Melkartu in sta napisani v dveh jezikih, starogrškem in feničanskem, ter v dveh ustreznih pisavah, grški in feničanski abecedi. Odkrili so jih v poznem 17. stoletju in identifikacija njihovega napisa v pismu iz leta 1694 je postala prva feničanska pisava, ki je bila identificirana in objavljena v sodobnem času. Ker predstavljata v bistvu isto besedilo (z nekaj manjšimi razlikami), sta cippusa zagotovila ključ do sodobnega razumevanja feničanskega jezika. Leta 1758 se je francoski učenjak Jean-Jacques Barthélémy oprl na njihov napis, ko je za dešifriranje neznanega jezika uporabljal od 22 črk feničanske abecede.
Izročilo, da sta bila cipa najdena v Marsaxlokku, je bilo sklepano le po njihovi predanosti Herakleju, čigar tempelj na Malti je bil dolgo identificiran z ostanki v Tas-Silġ. Velikemu mojstru reda vitezov Hospitalcev, Fra Emmanuel de Rohan-Polduc, je leta 1782 predstavil enega od cippusov Ludviku XVI. Ta cippus je trenutno v muzeju Louvre v Parizu, drugi pa v Narodnem muzeju arheologije v Valletti na Malti. Napis je znan kot KAI 47.

## Opis in zgodovina
Pomen cippusov za malteško arheologijo je neprecenljiv. Na mednarodni ravni sta že v 18. in 19. stoletju odigrala pomembno vlogo pri dešifriranju in preučevanju feničanskega jezika. Njun pomen za feničansko in punsko filologijo je bil tolikšen, da sta napisa na cippusu postala znana kot Inscriptio melitensis prima bilinguis (latinsko za prvi dvojezični malteški napis) ali Melitensis prima (prvi malteški).
Cippus je majhen steber. Služili so kot miljnik, nagrobni spomeniki, oznake ali votivne daritve. Najstarejši cippusi so imeli kubično obliko in so bili izklesani iz peščenjaka. Do poznega 5. stoletja pred našim štetjem so postali občutljive stele z zatrepom na grški način. Malteški marmorni cippus je na najvišji točki visok približno 96,52 centimetra, na vrhu pa je zlomljen. Louvrski Cippus je trenutno visok 1,05 metra na najvišji točki, 0,34 m širok in 0,31 m debel. »Njihova oblika je lahka in elegantno izvedena ...« z »...grškim napisom na podstavku, [in] mojstrovino feničanske epigrafije.« Artefakta sta izklesana v belem marmorju, kamnu, ki ni naravno najden na malteških otokih. Ker je malo verjetno, da bi bili na voljo usposobljeni rezbarji marmorja, sta bila verjetno uvožena v končnem stanju. Napisi pa so bili verjetno vgravirani na Malti v imenu obeh zavetnikov, Abdosirja in Osirxamarja. Sodeč po imenih na glavnem napisu, sta bila mecena tirskega roda. Dodatek povzetka posvetila v grščini z imeni posvetilcev in Melqarta v heleniziranih različicah potrjuje obstoj in vpliv helenistične kulture. Poleg tega, medtem ko so Malto kolonizirali Feničani od 8. stoletja pred našim štetjem, so bili do 2. stoletja malteški otoki pod rimsko okupacijo. Tudi uporaba feničanske pisave potrjuje preživetje feničanske kulture in vere na otokih.
Čeprav ni redko, da imajo cippusi posvetila, imata Cippusa iz Melqarta nenavadno konstrukcijo, saj imata dva dela. Podstavek je pravokoten blok z letvami na vrhu in dnu. Napisa v grščini in feničanščini sta na sprednji strani, tri vrstice v grščini in štiri v feničanščini. Napisa sta rahlo vrezana. Podstavka podpirata stebra, ki jih razlagajo kot kandelabra. Spodnji deli kandelabra so okrašeni s plitvim reliefom akantovih listov. Kaligrafske razlike v vrezanem besedilu, različna lega besed ter razlike v globini reliefa in letvic kažejo, da sta cippusa ločeni daritvi, ki nosita isti napis, ker sta bila pokrovitelja brata.
Ko je bil grški napis leta 1853 objavljen v tretjem zvezku Corpus Inscriptionum Graecarum, so cippusa opisali kot odkrita v obalni vasi Marsaxlokk. Prej njihovega izvora Marsaxlokk ni predlagal nihče, več kot stoletje pozneje pa je bila trditev diskreditirana. Pripis Tas-Silġja je bil očitno dosežen s sklepanjem, ker je bilo mišljeno, da sta kandelabra z nekaj verodostojnosti posvečena in postavljena znotraj Heraklejevega templja.

### Napisi na Cippusu
Prevod feničasnkega besedila: 
To our lord Melqart, Lord of Tyre, dedicated by
your servant Abd' Osir and his brother 'Osirshamar
both sons of 'Osirshamar, son of Abd' Osir, for he heard
their voice, may he bless them.
Prevod feničanskega besedila:
Našemu gospodu Melqartu, gospodu Tira, ki ga je posvetil tvoj hlapec Abd' Osir in njegov brat 'Osirshamar oba sinova 'Osirshamarja, sina Abd' Osirja, ker je slišal njihov glas, naj jih blagoslovi
Grški napis:
ΔΙΟΝΥΣΙΟΣΚΑΙΣΑΡΑΠΙΩΝΟΙ
ΣΑΡΑΠΙΩΝΟΣΤΥΡΙΟΙ
ΗΡΑΚΛΕΙΑΡΧΗΓΕΤΕΙ
Z upodabljanjem na kasnejšo politonično in dvodomno pisavo ter dodajanjem presledkov postane grško besedilo:
Διονύσιος καὶ Σαραπίων οἱ
Σαραπίωνος Τύριοι
Ἡρακλεῖ ἀρχηγέτει
Transkripcija grškega besedila (vključno z naglasi):
Dionýsios kaì Sarapíōn hoi
Sarapíōnos Týrioi
Hērakleî archēgétei
Prevod iz grščine:
Dionysios and Sarapion, the
sons of Sarapion, Tyrenes,
to Heracles the founder.}}
Opomba:
Poleg zgoraj omenjene asociacije in s tem spremembe iz »Melqart« v »Heracles« se (teoforična) imena obeh bratov ter samih očeta in dedka spreminjata obliko med vpisanimi jeziki, glede na obliko interpretatio graeca, ki kaže na veliko stopnjo kulturnega sinkretizma, značilnega za helenistično obdobje, vključno v tem primeru Egipt:
Abd' Osir, "Služabnik Ozirisov" in "Osirshamar", "Oziris je varoval" ali "Oziris je ohranil", postaneta "Dionisios", ime, ki izhaja iz "Dioniz" in "Sarapion" , ime, ki izhaja iz Serapis.

## Odkritje in objave

### Začetna identifikacija
Leta 1694 je malteški kanonik Ignazio di Costanzo prvi poročal o napisu na cippusu, za katerega je menil, da je v feničanskem jeziku. Ta identifikacija je temeljila na tem, da sta grška pisca Tukidid in Diodor Sicilski "Feničane" zapisala kot starodavne prebivalce Malte. Costanzo je opazil te napise, ki so bili del dveh skoraj enakih votivnih cippusov na vhodu v Villa Abela v Marsa, hiši slavnega malteškega zgodovinarja Giana Franġiska Abela. Di Costanzo je takoj prepoznal grške napise in je mislil, da so drugi deli napisani v feničanščini. Vendar je malteški zgodovinar Ciantar trdil, da sta bila cippusa odkrita leta 1732 in je odkritje postavil v vilo v Villa Abela, ki je postala muzej, zaupan jezuitom. Glede na di Costanzovo pismo iz leta 1694 je protislovje v datumih odkritja zmedeno.
Ignazio Paterno, princ iz Biscarija, poroča o drugi zgodbi o odkritju. Paterno opisuje, kako sta bila dva kandelabra shranjena v Bibliotechi, potem ko sta bila najdena na otoku Gozo. Paterno odkritje pripisuje fra Anton Maria Lupiju, ki je našel dva votivna cippusa s feničanskimi napisi zapuščena v vili v lasti jezuitskega reda na Gozu in ju povezal s cippusoma, ki jih omenja Ciantar.
Kopije napisov, ki jih je leta 1687 izdelal Giovanni Uvit, so bile poslane v Verono umetnostnemu zgodovinarju, pesniku in viteškemu poveljniku reda hospitalcev Bartolomeu dal Pozzu. Te so nato izročili drugemu veronskemu plemenitemu zbiratelju umetnin, Francescu Sparavieru, ki je napisal prevod grškega dela.
Leta 1753 je opat Guyot de Marne, tudi viteški poveljnik malteškega reda, znova objavil besedilo v italijanski reviji Saggi di dissertazioni accademiche Etruščanske akademije v Cortoni, vendar ni predlagal prevoda. Prvi poskus je leta 1741 izdelal francoski učenjak Michel Fourmont, ki je svoje domneve objavil v isti reviji. Vendar pa nobena ni privedla do uporabnega prevoda.

### Dešifriranje feničanske pisave
Krajše feničansko besedilo je več kot dvajset let po Fourmontovi objavi prečrkoval in prevedel opat Jean-Jacques Barthélemy. Barthélemy, ki je že prevedel Palmyrene, je svoje delo predložil leta 1758.
Pravilno je identificiral 16 od 17 različnih črk, predstavljenih v besedilu, vendar je še vedno zamenjal Shin in He. Barthélémy je začel prevod pisave tako, da je prvo besedo lʾdnn prebral kot našemu gospodu. Na hipotezo, da se je Heraklej dopisoval z Melqartom, gospodarjem Tira, je Barthélemyja navedlo več črk, medtem ko je imena pokroviteljev, ker so bili sinovi istega očeta v grškem besedilu, je dovolilo nazaj indukcijo očetovega imena v feničanskem besedilu.
Enkrat prevedena feničanska pisava se glasi:
"Našemu gospodu Melqartu, gospodu Tira, ki sta ga posvetila / vaš služabnik Abd' Osir in njegov brat 'Osirshamar / oba sinova 'Osirshamarja, sina Abd' Osirja, ker je slišal / njihov glas, naj ju blagoslovi."
V paleografski tabeli, ki jo je objavil Barthélémy, ni bilo črk Tet in Pe. Proučevanje feničanskega napisa na podlagi Louvrskega cippusa lahko štejemo za pravi temelj feničanskih in punskih študij v času, ko so bili Feničani in njihova civilizacija poznani le iz grških ali svetopisemskih besedil.

### Poznejše delo
Delo na cippusu se je zdaj osredotočilo na popolnejše razumevanje feničanske slovnice, pa tudi na posledice odkritja feničanskih besedil na Malti. Johann Joachim Bellermann je verjel, da je malteški jezik daljni potomec punskega. To je ovrgel Wilhelm Gesenius, ki je tako kot Abela pred njim menil, da je malteščina narečje arabščine. Nadaljnje študije o besedilu Melitensis prima so sledile razvoju pri študiju feničanske slovnice, pri čemer so punske primerke tesno primerjali s hebrejskimi besedili. Leta 1772 je Francisco Pérez Bayer objavil knjigo, v kateri je podrobno opisal prejšnje poskuse razumevanja besedila, ter podal svojo interpretacijo in prevod.
Leta 1782 je Emmanuel de Rohan-Polduc, veliki mojster Malteškega reda, podaril enega od cippusov Ludviku XVI. Cippus je bil postavljen na Académie des Inscriptions et des Belles Lettres, nato pa se je med letoma 1792 in 1796 preselil v Bibliothèque Mazarine. Leta 1864 je orientalist Silvestre de Sacy predlagal, da se francoski cippus preseli v Louvre.

## Idiomatska uporaba in kulturni vpliv
Izraz kamen iz Rosette z Malte je bil idiomatsko uporabljen za predstavljanje vloge, ki jo imata cipusa pri dešifriranju feničanske abecede in jezika. Sama cippusa sta postala dragocen simbol Malte. Njuna podoba se je pojavila na lokalnih poštnih znamkah , ročno izdelani modeli artefaktov pa so bili podarjeni gostujočim veljakom.